# Orawska Leśna
Orawska Leśna (słow. Oravská Lesná, do 1927 Erdutka, następnie do 1946 Erdútka, węg. Erdőtka, do 1896 Erdődka, pol. hist. Herducka) – wieś i gmina (obec) na Słowacji, w kraju żylińskim, w powiecie Namiestów. Znajduje się w dwóch mezoregionach geograficznych; część północna należy do Beskidów Orawskich, część południowa do Magury Orawskiej (granicę między tymi regionami tworzy przepływająca przez miejscowość rzeka Biała Orawa). Położona jest przy granicy z Polską. W 2011 miała 3299 mieszkańców.

## Historia i charakterystyka
Założona została w 1731 przez grafa Jerzego (György) Erdődyego (stąd pierwotna nazwa). Miejscowość jest długa na 6 kilometrów i zajmuje powierzchnię 65,63 km². 
Składa się z kilkunastu części, które w przeszłości były osobnymi wsiami, położonymi wzdłuż głównej drogi i rzeki Biała Orawa (Biela Orava), połączonymi w jeden organizm w okresie międzywojennym:
- Brišovka
- Bučina
- Demänová
- Flajšová
- Jasenovská
- Kubínska
- Lehotská
- Mrzáčka
- Oravská Lesná
- Pribišská
- Tanečník

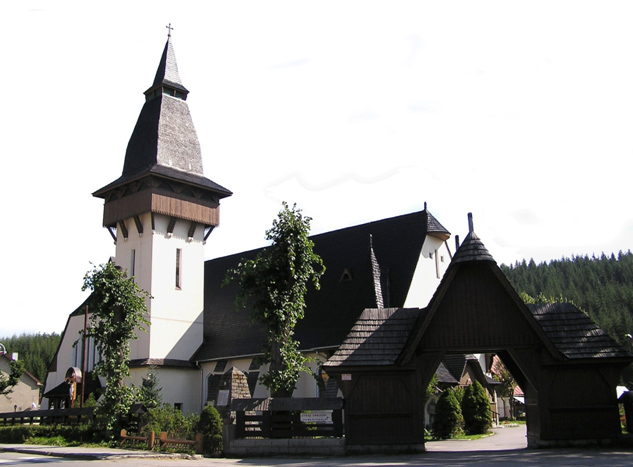
Kościół św. Anny

Dolina, w której jest położona wieś, jest uznawana za najzimniejszą w całej Słowacji – zimą temperatura potrafi tutaj spadać do -35 stopni. W związku z tym w okolicy są bardzo dobre warunki do uprawiania sportów zimowych; działa kompleks narciarski „Orava Snow”.

## Zabytki
Najciekawszym obiektem w miejscowości jest secesyjny, drewniano-kamienny kościół św. Anny z lat 1910–1914.
Atrakcją turystyczną jest Orawska Kolej Leśna (Lesná úvraťová železnica), wąskotorówka kursująca na trasie Tanečník – Beskyd. Uruchomiono ją po remoncie torów w 2008. Jest to część dawnej Kysucko-orawskiej kolei leśnej (Kysucko-oravská lesná železnica).

## Gwara
We wsi jest używana gwara orawska, zaliczana przez polskich językoznawców jako gwara dialektu małopolskiego języka polskiego, przez słowackich zaś jako gwara przejściowa polsko-słowacka.